# Genline

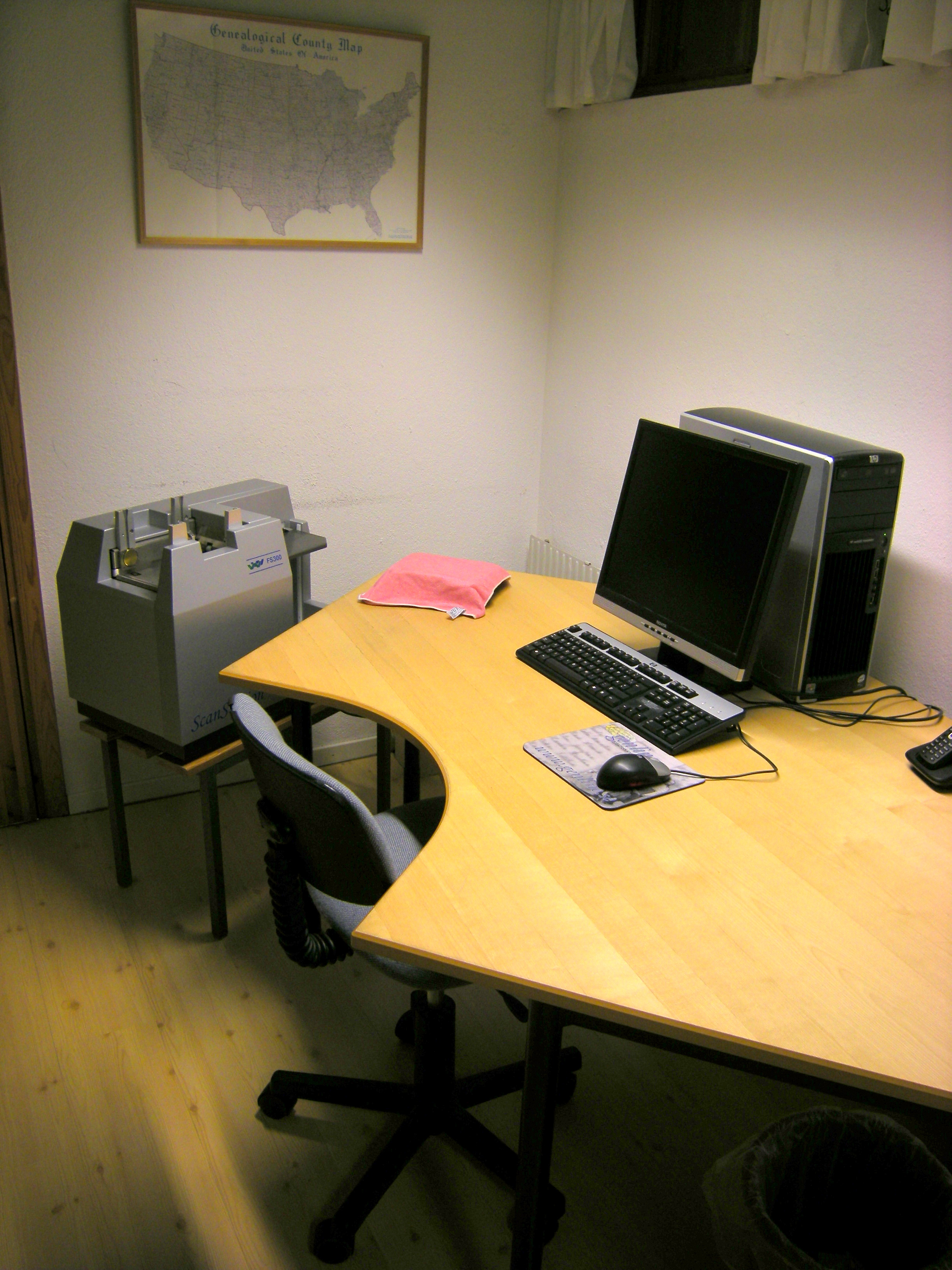
Plats för skanning av microfiche för Genline hos Släktforskarnas hus i Leksand.

Genline var ett svenskt företag som via internet tillhandahöll digitala bilder av äldre svenska kyrkböcker. Kunderna var främst släktforskare.
Genline blev pionjär i Sverige inom sin bransch när de 2001 började erbjuda kyrkböcker via internet. Företaget fick med tiden konkurrens både av den statliga myndigheten Riksarkivet och en annan privat aktör, ArkivDigital. 
Genline förvärvades 2010 av det amerikanska företaget Ancestry och webbtjänsten stängdes för gott nyårsaftonen 2014.

## Historik
Genlines ursprung fanns i Duved i Jämtland. Några släktforskningsintresserade ville skapa möjligheten att kunna släktforska enkelt också utanför tätorterna. De startade 1995 företaget DigiGen med målet
| ”                                                        | att med modern teknik göra svenska historiska kyrkböcker tillgängliga, i original, för var och en som på valfri ort och tid, vill forska i detta material samt att med denna teknik tillhandahålla hjälp och utbildning. | „ |
| – Thomas Hermelin i Släkthistoriskt forum 1996:5 sid. 24 | |   |

Initiativtagarna var Solveig och Robert Viksten, Thomas Hermelin och Christer Wahlén. Marknadsföringsnamnet blev Genline, bildat av ”genealogy online” (”släktforskning på nätet”). Från och med 1997 hette också företaget Genline. Affärsidén var ”att göra det möjligt att släktforska i kyrkböckerna på Internet”, mot en avgift.
Genlines bilddatabas skapades genom att digitalisera de svartvita mikrofilmer på kyrkböckerna som företaget Rekolid fotograferat i mitten på 1900-talet på uppdrag av mormonkyrkan. Arbetet visade sig besvärligare än man trott. Från början var tanken att börja publicera bilderna på internet 1997, men det dröjde till början av 2001 innan ett antal församlingar kunde läggas upp på prov: Alböke, Algutsrum, Arby, Borgholm och Blackstad. Årsabonnemanget var tänkt att kosta 1800 kronor när tjänsten sjösattes på riktigt.
Sommaren 2001 började bilderna publiceras i större skala på internet. Först ut var Kalmar län, som 2002 följdes av Östergötlands län och Värmlands län. Då hade företaget ungefär tusen abonnenter.
Inskanningen blev så gott som klar i juni 2006 vad gäller de för släktforskare mest relevanta kyrkböckerna, från cirka 1680 fram till 1880-talet. Därefter kompletterade Genline sin bilddatabas med bilder av yngre kyrkböcker. I juli 2012 angavs databasen omfatta cirka 39 800 000 sidor arkivalier.
Genline FamilyFinder var den programvara som kunderna använde för att söka och visa bilderna. Varje bildsekvens och bild hade tilldelats ett unikt nummer, som kallades Genline ID-nummer (förkortat GID-nr). Genline samarbetade med flera släktforskarföreningar, bland dem Föreningen för datorhjälp i släktforskningen (DIS), vars verktyg Dispos och Disgen 8 hade kopplingar till Genline FamilyFinder.
Genline hade eget förlag och sålde böcker och CD-skivor med anknytning till släktforskning, och erbjöd dessutom uppdragsforskning. Utöver webbplatsen Genline.se drev företaget  också webbplatserna Familjeband.se och Bygdeband. Familjeband var ett webbaserat släktforskningsprogram och forum för släkt- och hembygdsforskare. Bygdeband var ett samarbete mellan Genline och Sveriges Hembygdsförbund med syfte att digitalisera hembygdsföreningarnas arkiv. Genline erbjöd ännu 2012 en interaktiv utbildning om släktforskning på nätet med namnet ”Genline Släktvis”.

### Ancestry förvärvar
Genline förvärvades i juni 2010 av Ancestry och stängdes för gott 31 december 2014. Ancestrys motivering för stängningen var följande: ”Sedan Ancestry.se köpte Genline 2010 har kunderna i stor utsträckning valt att flytta över till Ancestry.se. Detta beror framför allt på att Ancestry.se erbjuder samma kyrkboksmaterial som Genline, samt flera andra databaser och indexerat material, till ett lägre pris.”
I samband med Ancestrys förvärv erbjöds Sveriges Hembygdsförbund att ta över webbplatsen Bygdeband och det material som fanns där. Hembygdsförbundet valde att öppna databasen för allmänheten utan krav på inloggning. År 2020 flyttades innehållet i Bygdeband till Sveriges Hembygdsförbunds Hembygdsportalen (www.hembygd.se) som hade utvecklats med en rad nya funktioner.

## Konkurrenter
Genline fick med tiden konkurrens av Svensk arkivinformation (SVAR), en avdelning inom Riksarkivet, som förutom att skanna och digitalisera de svartvita mikrofilmerna – resultatet tillhandahölls mot en abonnemangsavgift – också skapade sökbara databaser utifrån folkbokföringen. SVAR:s bilder är sedan 2018 tillgängliga gratis på Riksarkivets digitala plattform Digitala forskarsalen. 
Ytterligare en konkurrent till Genline var företaget ArkivDigital, som valde en annan väg. Istället för att digitalisera gamla svartvita mikrofilmer, som både Genline och Riksarkivet gjorde, nyfotograferade ArkivDigital  arkivhandlingarna med digitalkamera och kunde på så vis erbjuda abonnenterna färgbilder i betydligt bättre kvalitet. Upplevelsen blev likartad med att läsa originalhandlingarna.